# Kithaur
Kithaur es un pueblo y nagar Panchayat situado en el distrito de Meerut en el estado de Uttar Pradesh (India). Su población es de 27933 habitantes (2011). 

## Demografía
Según el censo de 2011 la población de Kithaur era de 27933 habitantes, de los cuales 14488 eran hombres y 13445 eran mujeres. Kithaur tiene una tasa media de alfabetización del 61,11%, inferior a la media estatal del 67,68%: la alfabetización masculina es del 69,85%, y la alfabetización femenina del 51,71%.